# ارواح فادیف–پوپوف
در فیزیک، بر طبق نظریه پیمانه‌ای و نظریه میدان کوانتومی ارواح فادیف-پوپوف یک میدان اضافی [میدان های اضافی] است که برای حفظ قوام فرمول‌بندی انتگرال مسیر به کار می‌رود. آنها به افتخار لودویگ فاددیف و ویکتور پوپوف نامگذاری شدند. ارواح نه جزو فرمیون‌ها و نه جزو بوزون‌ها هستند، پس نه از آمار بوز-اینشتین و نه از آمار فرمی-دیراک پیروی می‌کند. همچنین معنای کلی تری از شبح در فیزیک نظری وجود دارد.